# Herboristería

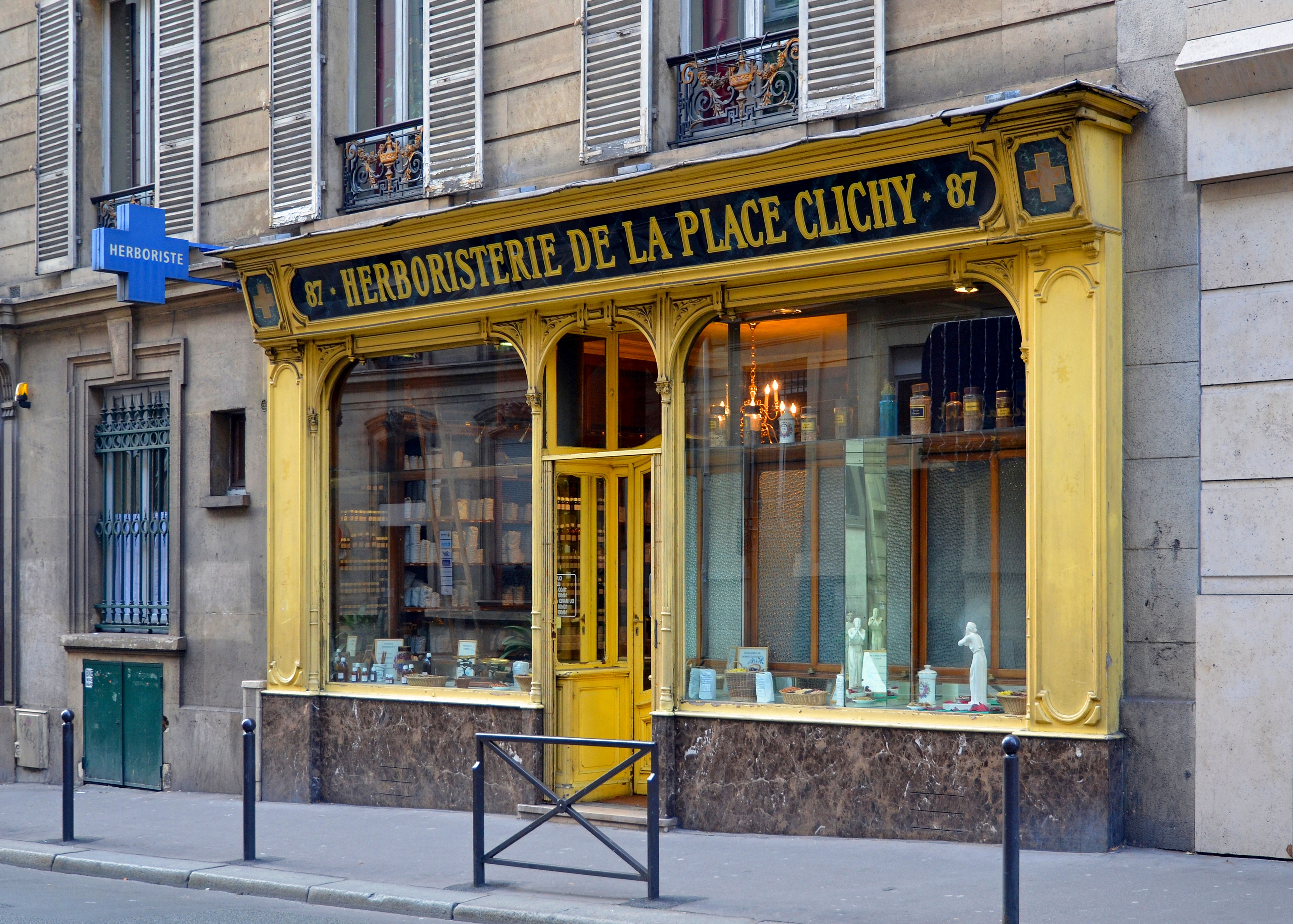
Herboristería en París.

Una herboristería o tienda de herbolario es un establecimiento comercial dedicado a la venta de hierbas y plantas medicinales, así como derivados de ellas. Estos productos incluyen esencias, suplementos dietéticos, cosméticos y otros artículos relacionados con la naturopatía.
Las tiendas de herbolario se han popularizado en todo el mundo como una alternativa a los tratamientos médicos convencionales y buscan ofrecer soluciones naturales y holísticas para tratar una amplia gama de afecciones y problemas de salud. Además, estos establecimientos suelen tener un enfoque en la educación y el consejo, y los empleados suelen ser expertos en productos naturales y su uso terapéutico.[cita requerida]
Los productos vendidos en una tienda de herbolario pueden incluir hierbas medicinales como la echinacea, el ginseng y la menta, suplementos dietéticos como vitaminas y minerales, y productos de belleza y cuidado personal elaborados con ingredientes naturales como aceites esenciales y aceites corporales. Algunas tiendas también ofrecen productos homeopáticos, ayurvédicos y de medicina tradicional china. Pero por lo general, la tendencia está más orientada a la medicina natural y a la fitoterapia, escapando así de pseudociencias o productos no testados científicamente.
Aunque los productos vendidos en una tienda de herbolario son generalmente considerados seguros, es importante tener en cuenta que no todos los productos naturales son efectivos o apropiados para todas las personas. Es recomendable hablar con un profesional de la salud antes de utilizar cualquier producto natural para tratar una afección médica.

## Historia
Junto con la fitoterapia, la herboristería como práctica cultural de medicina natural y las hierbas medicinales han sido utilizadas por humanos desde tiempos tan remotos como la acupuntura. La herboristería tuvo su auge en el sigle XV en Europa con la invención de la imprenta, permitiendo a las tiendas imprimir catálogos de sus productos. Este incremento en publicidad llegó a un nivel cultural con la aparición de obras de teatro y literarias dedicadas al tema de la herboristería, incluyendo la novela The Herbail de John Gerard y The English Physitian de Nicholas Culpeper. Con la llegada de la farmacéutica convencional, la herboristería fue dejada a un lado volviéndose ilegal en algunos países.
Las tiendas de herbolario modernas pueden rastrearse hasta el siglo XIX, cuando empezaron a surgir en Europa y América del Norte como una alternativa a las farmacias tradicionales y a los tratamientos médicos convencionales. A lo largo de los siglos XIX y XX, las herboristerías continuaron evolucionando y expandiéndose, y hoy en día existen tiendas de herbolario en todo el mundo que ofrecen productos naturales para la salud y el bienestar. No sólo en su versión física, sino que a lo largo de la última década se están popularizando las tiendas en línea dedicadas al ámbito de la herbodietética y la suplementación.

## Herboristería en línea
Un herbolario online es una versión en línea de una tienda de herbolario tradicional. Se trata de una tienda virtual que ofrece productos naturales y alternativos para la salud y el bienestar a través de internet. Estos productos pueden incluir hierbas medicinales, suplementos dietéticos, cosméticos y otros artículos relacionados con la medicina natural.
Los herbolarios en línea ofrecen una amplia variedad de productos, lo que significa que los clientes pueden encontrar fácilmente lo que están buscando sin tener que visitar una tienda física. Además, muchos herbolarios en línea ofrecen información útil sobre los productos y su uso terapéutico, lo que puede ser una ventaja para aquellos que desean aprender más sobre la medicina natural y los productos relacionados.

## Regulación
Tanto en su versión online como en tienda física, un herbolario debe estar sujetos a la regulación de su actividad como comercio minorista según el CNAE. En la agrupación 64, grupo 647, se encuentra el comercio al por menor de productos alimenticios y bebidas. Esta alta permite comercializar complementos alimenticios, alimentos ecológicos, alimentos para deportistas y alimentos para dietas de adelgazamiento. Productos, todos ellos, característicos de los herbolarios.
Las plantas y hierbas de herbolario se encuadran dentro de la agrupación 65, epígrafe 652.4. Esta actividad se podría ampliar al epígrafe 652.3 que engloba comercio al por menor de productos de perfumería y cosmética, y de artículos para la higiene y el aseo personal. Es importante que las actividades de un comercio se encuadre dentro de este marco legal.